# Viognier
Il Viognier è un vitigno a bacca bianca.
Originariamente, era coltivato solo nella parte settentrionale della Valle del Rodano. Per molto tempo dimenticato, è diventato una delle varietà di vite più apprezzate a livello mondiale dopo l'ultimo quarto del XX secolo.

## Origine

### Storia
L'origine del vitigno è oscura, ma si pensa che provenga dalle vigne selvatiche coltivate nella regione del Rodano. Secondo la leggenda, il Viognier è di origine dalmata e venne portato in Francia dall'imperatore Probo. L'etimologia del nome è un po' meno incerta: Viognier deriva dal nome celtico vidu che significa “bosco”, lo stesso nome da cui deriva il toponimo savoiardo Vions divenuto Vione nel 1365. Nel 2004, un'analisi del suo DNA, effettuata dai ricercatori dell'Università della California a Davis, ha dimostrato la sua origine alpina grazie ad una vicinanza genetica con un vitigno del Piemonte, il Freisa, a sua volta geneticamente apparentato con il Nebbiolo.
Il disastro della fillossera, giunta in Europa alla fine del XIX secolo, e la Grande Guerra annientarono quasi completamente la coltivazione di questa varietà. A testimonianza di ciò, basta pensare che nel 1965 le coltivazioni di Viognier si estendevano solo su 8 ha di territorio e vennero prodotti meno di 1900 l di vino. Tuttavia, le sue qualità intrinseche, unite alla tenacia dei vignaioli produttori di condrieu hanno ristabilito la sua popolarità e il suo mercato anche a livello internazionale (oggi questa varietà è presente in tutti e cinque i continenti). Nel 1986, a Condrieu, sono stati piantatati vigneti su 20 ha di territorio che attualmente si è esteso fino a 105 ettari. Nel 2000, dopo aver raggiunto anche la Valle del Rodano meridionale, le coltivazioni di Viognier occupavano un territorio di 2359 ha a sud della Francia.

### Distribuzione nel territorio

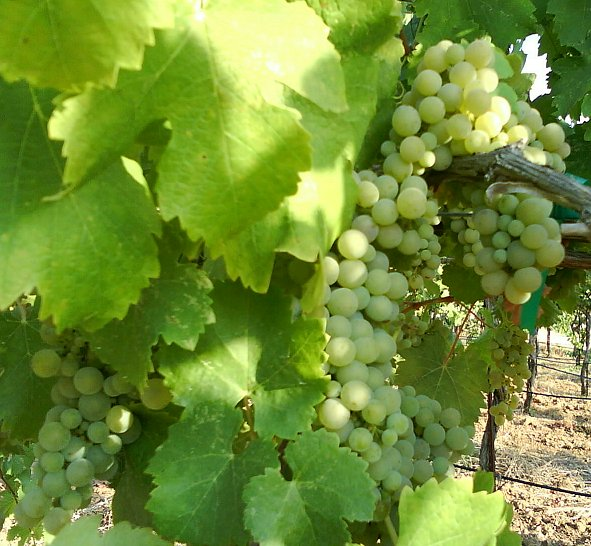
Grappoli di Viognier

In Francia, il Viognier è il vitigno da cui provengono le uve con cui si ottengono due vini: il Condrieu, un vino raro costoso e ricercato dagli amatori, e lo Château-grillet, un vino AOC (DOC secondo la normativa italiana) francese vinificato da un solo produttore. Per la produzione di quest'ultimo vino, il Viognier viene coltivato su una superficie di 3,5 ha.
Dagli anni 90, il Viogner è anche apprezzato nella Francia meridionale. Originariamente, veniva assemblato con altre uve per produrre vini sia bianchi che neri (il Côte Rôtie, ad esempio). Da poco viene vinificato in purezza per la produzione di vini bianchi meno costosi, meno complessi, di minor qualità e meno minerali del Condrieu.
Il Viognier viene coltivato anche in Italia, Spagna, Grecia, Svizzera e Austria. Tuttavia, non è in Europa che riscuote il maggior successo: è, infatti, uno dei grandi vitigni bianchi americani, coltivato principalmente in California, dove viene vinificato in purezza o assemblato con lo Chardonnay, lo Chenin bianco o il Colombard. È popolare anche in Australia dove rappresenta il 70 % della superficie coltivata di vitigni a bacca bianca e produce un vino piuttosto economico. Sembra promettere bene anche in Africa meridionale dove rappresenta lo 0,5 % della produzione vinicola.

### Sinonimia
Barbin, Rebolot, Greffou, Picotin Blanc, Vionnier, Petit Vionnier, Viogne, Galopine, Vugava bijela.

## Caratteri ampelografici

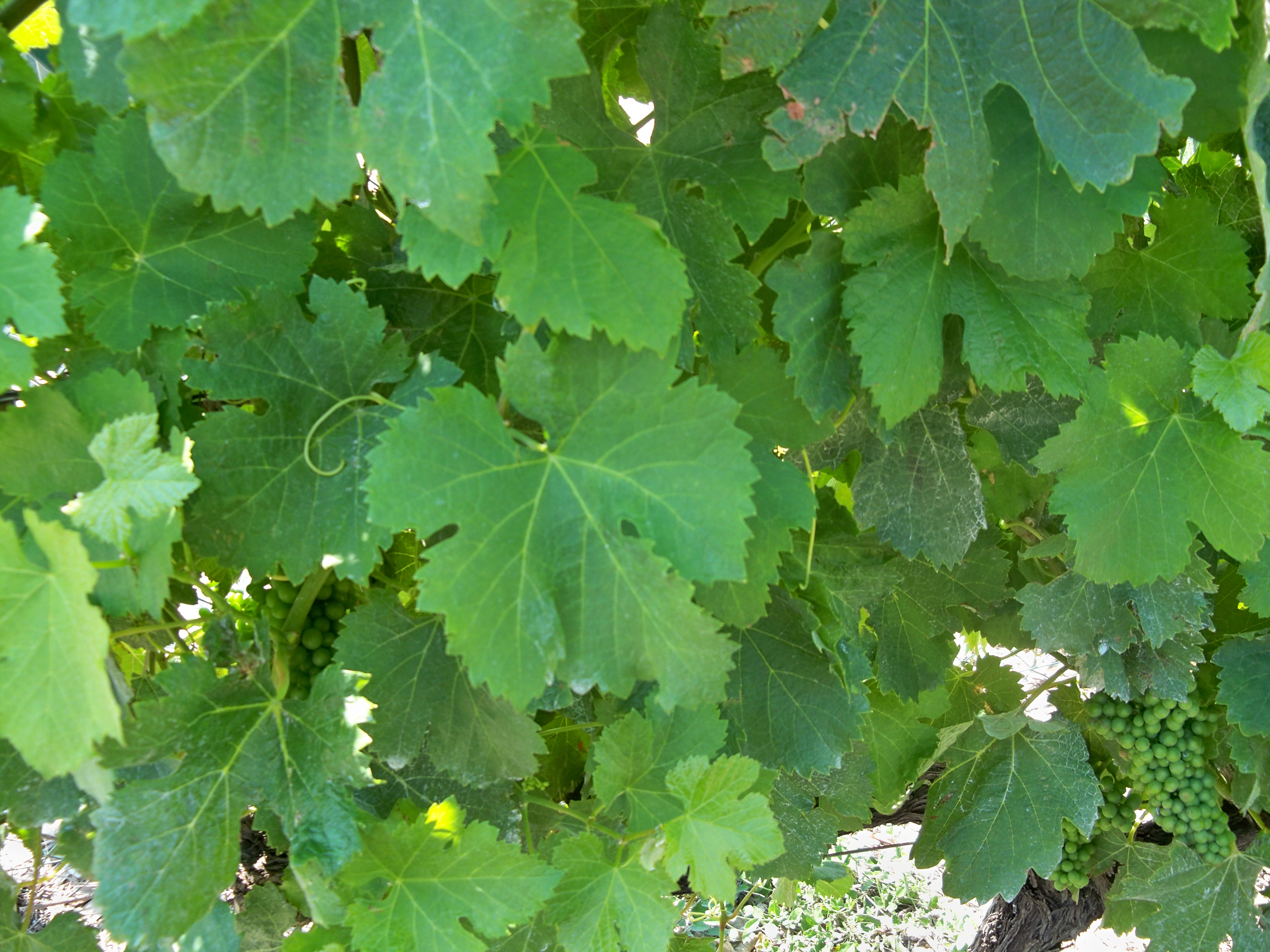
Foglie di Viognier

Le giovani foglie della vite, dette pampini, sono verdi con riflessi dorati mentre quelle adulte sono verde chiaro, di piccola-media taglia, orbicolari, arricciate nei bordi, con tre o cinque lobi, un seno peziolare poco aperto, i seni laterali inferiori poco marcati, dei denti rettilinei di media taglia e un lembo fogliare bolloso. I suoi grappoli sono sia piccoli che medi, troncoconici, compatti e a volte alati. Gli acini sono piccoli, sferici, o leggermente ovoidali, di colore bianco ambrato, coperti da una buccia spessa e dal sapore leggermente moscato.

## Attitudini

### Colturali
La sua densità di piantagione dev'essere abbastanza elevata in terreni profondi e poco fertili.

### Sensibilità alle malattie
È sensibile all'oidio e, leggermente, anche al marciume grigio. Resiste bene alla siccità. È anche sensibile al vento, in particolare al maestrale della Valle del Rodano.

### Enologiche
Con le uve del Viognier, si producono vini di grande qualità, grassi, molto profumati, dalle note floreali (violetta) o fruttate (mango, albicocca) molto pronunciate. Allo stadio di maturità ideale, esso libera dei tocchi di muschio, di pain d'épice e di tabacco. Sensibile all'ossidazione, è un vino che va bevuto giovane.

## Gastronomia
Tradizionalmente, i vini prodotti con le uve del Viogner si apprezzano in abbinamento con i pesci di fiume, i gamberetti à la nage, le quenelle di lucciolo, e i crostacei (aragosta, conchiglie di San Giacomo in padella) o con la carne bianca. Sono indicati anche con un formaggio di capra, la Rigotte de Condrieu, o anche con gli asparagi.
Inoltre, per i loro aromi e le loro note fruttate, accompagnano i cibi speziati della cucina thailandese e vietnamita. È possibile che le note floreali di alcuni di questi vini ricordino quelle del sakè, o vino di riso. Per questo motivo, sono consigliati con il sushi e il sashimi.